# L特急列車

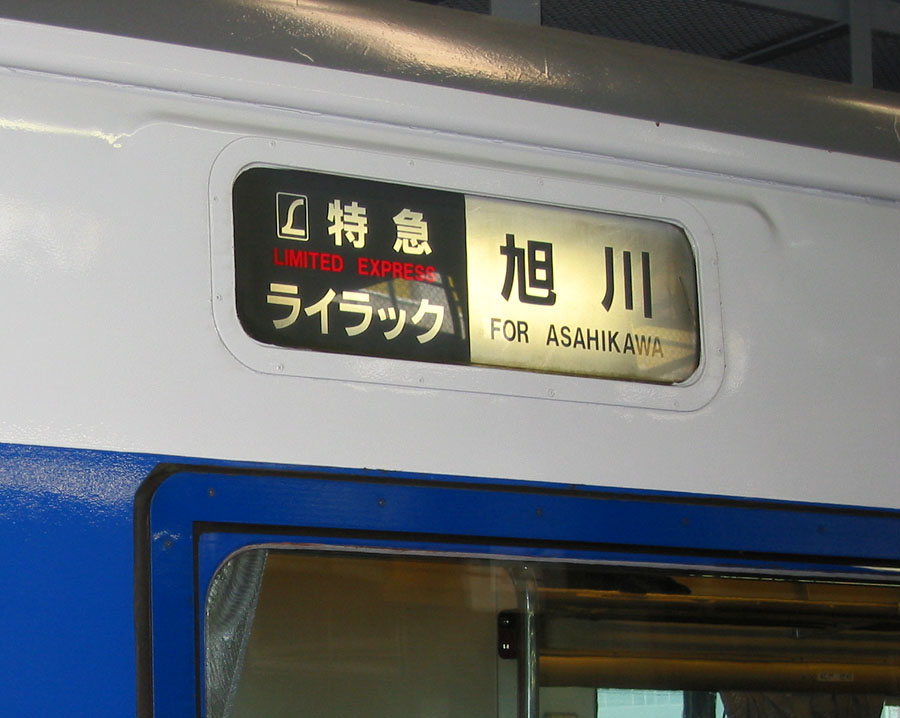
北海道L特急丁香號的列車名牌，注意到「特急」兩字之前的圖樣化「L」字標誌

L特急（日文：或）是日本曾存在的一種列車等級，通常是日間行駛、往返班次較為密集的一種在來線特急（特快）列車。這種列車的特急券之車資（特急料金）與一般的特急列車同額，但在列車時刻表、列車的頭徽（Headmark）與路線牌（方向幕）上所標示的車名前面，會多打上一個圖樣化的「L」字以便與一般的特急列車有所區別。

## 簡介
在屬於舊日本國鐵時代的1972年10月2日之時刻表改點（ダイヤ改正）中，日本國鐵將關東地區6種、山陽地區3種，總數達9種在白天時段每小時同時刻皆有發車的在來線特急列車改名為「L特急」。雖然L特急的「L」字並沒有什麼特定的意義存在，但在定位上這種每個小時定時發車的特快車，與歐洲國家的城際列車（InterCity）非常類似，其特殊之處包括自由席（非對號入座席位）佔全車座位數的比例較一般特急高，較一般特急列車來得密集的停站，與較短的路線，因此廣受在大城市間通勤的旅客之歡迎。以某個角度來說，L特急頗有「地區性特急列車」（Local Limited Express）的味道存在。
L特急的存在有其時代背景，在當時，日本國內各大城市間的運輸大都是以急行列車（停站較普通車少但車資相同的快車）作為主力，而少數存在的特急列車則以全車指定席（對號保留席位）為原則來區隔市場，因此能夠擁有特急列車服務品質與急行列車便利實惠的L特急，在高低兩種級距之間找到良好定位。但在歷經多次時刻表改點之後，除了班次設定更規則化外，特急列車也開始增設自由席，或甚至以回數票的方式銷售特急車票，讓特急列車的使用逐漸大眾化。這種變化逐漸拉進特急與L特急之間的差別大小，再加上由於新幹線持續建設並延伸營業範圍，使得很多原本行駛在同樣城市間的在來線特急遭廢除，再再壓縮了L特急的生存空間，逐漸使得這種列車等級虛名化。
1987年日本國鐵解散，拆散成六個地區性的JR（旅客鐵道）公司及其他相關營業體，分家之後各新公司對於「L特急」的定位解釋，也有些微妙的差異，甚至出現一些與當初車級定位相矛盾的情況。舉例來說，行駛於東京上野車站與金澤車站間的L特急列車白山號列車在1990年代的營運末期，僅剩下每天一班往返，與L特急當初「密集發車」的定義相悖。除此之外，越來越多公司開始以「超級某某號」的命名方式替一些快速特急列車命名，而鮮用L特急這命名方式。在這股風潮中，JR東日本在2002年12月1日時，以「L特急與特急之間很難區別」的理由，率先將旗下所有獨營的L特急全都廢除，一律改為特急列車。另外JR九州、JR西日本、JR四國、JR北海道分別在2009年7月、2010年3月、2011年3月及2017年3月4日起不再使用L特急稱呼。2017年3月之後，僅剩JR東海與其他業者聯營的少數列車仍保留L特急，但JR東海已於2018年3月時刻表改點的時候，將僅有的3班L特急列車改稱為特急列車，L特急從此走入歷史。

## 過去曾指定為L特急的列車
※解除指定為L特急之後，部份列車（現只剩下JR西日本381系）頭徽與路線牌所標示的「L」符號可能未立即移除。
| 運行公司 | 列車名          | 主要運行區間                    | 主要經由路線 | 運行開始、指定日期                               | 指定原因                           | 指定解除日期  | 解除原因 |
| -------- | --------------- | ------------------------------- | ------------ | ------------------------------------------------ | ---------------------------------- | ------------- | -------- |
| JR北海道 | 鈴蘭 （）       | 室蘭站 - 札幌站                 | 室蘭本線     | 1992年7月1日                                     | 行駛區間與暱稱變更                 | 2017年3月4日  | 公司政策 |
| JR東日本 | 稻穗 （）       | 新潟站 - 酒田站                 | 羽越本線     | 1982年11月15日                                   | 指定為新幹線接駁特急列車           | 2002年12月1日 | 公司政策 |
| JR東日本 | 新特急赤城 （新特急あかぎ） | 上野站 - 前橋站                 | 高崎線       | 1985年3月14日                                    | 新設時指定                         | 2002年12月1日 | 公司政策 |
| JR東日本 | 新特急草津 （新特急草津） | 上野站 - 萬座鹿澤口站           | 吾妻線       | 1985年3月14日                                    | 指定為新特急時，繼承以往的指定車種 | 2002年12月1日 | 公司政策 |
| JR東日本 | 梓 （）         | 新宿站 - 松本站                 | 中央本線     | 1966年12月12日（運行開始） 1973年10月1日（指定） | 行駛班次增加                       | 2002年12月1日 | 公司政策 |
| JR東日本 | 甲斐路 （かいじ）     | 新宿站 - 甲府站                 | 中央本線     | 1988年3月13日                                    | 運行系統分割                       | 2002年12月1日 | 公司政策 |
| JR東日本 | 踴子 （）       | 東京站 - 伊豆急下田站、修善寺站 | 伊東線       | 1981年10月1日                                    | 新設時指定                         | 2002年12月1日 | 公司政策 |
| JR東日本 | 若潮 （）       | 東京站 - 安房鴨川站             | 外房線       | 1972年7月15日（運行開始） 1972年10月2日（指定）  | 第1次指定                          | 2002年12月1日 | 公司政策 |
| JR東日本 | 漣 （）         | 東京站 - 館山站                 | 内房線       | 1972年7月15日（運行開始） 1972年10月2日（指定）  | 第1次指定                          | 2002年12月1日 | 公司政策 |
| JR東日本 | 潮騷 （）       | 東京站 - 銚子站                 | 總武本線     | 1975年3月10日                                    | 新設時指定                         | 2002年12月1日 | 公司政策 |
| JR東海   | 信濃 （）       | 名古屋站 - 長野站               | 中央本線     | 1968年10月1日（開行） 1973年10月1日（指定）      | 增開、部份班次改為電聯車           | 2018年3月16日 | 公司政策 |
| JR東海   | 飛驒 （）       | 名古屋站 - 富山站               | 高山本線     | 1968年10月1日（開行） 1990年3月10日（指定）      | 增開                               | 2018年3月16日 | 公司政策 |
| JR西日本 | 白鷺 （）       | 名古屋站 - 金澤站               | 北陸本線     | 1982年11月15日                                   | 增開、新增自由座                   | 2018年3月16日 | 公司政策 |
| JR西日本 | 黑潮 （）       | 新大阪站 - 新宮站               | 紀勢本線     | 1978年10月2日                                    | 運行系統分割                       | 2010年3月13日 | 公司政策 |
| JR西日本 | 八雲 （）       | 岡山站 - 出雲市站               | 伯備線       | 1972年10月2日（運行開始） 1975年3月10日（指定）  | 增開                               | 2010年3月13日 | 公司政策 |
| JR四国   | 潮風 （）       | 岡山站 - 宇和島站               | 予讚線       | 1988年4月10日                                    | 設定為新幹線接駁特急列車           | 2011年3月12日 | 公司政策 |
| JR四国   | 石鎚 （）       | 高松站 - 松山站                 | 予讚線       | 1988年4月10日                                    | 運行系統與暱稱變更                 | 2011年3月12日 | 公司政策 |
| JR四国   | 宇和海 （宇和海）     | 松山站 - 宇和島站               | 予讚線       | 1990年11月12日                                   | 運行系統與暱稱變更                 | 2011年3月12日 | 公司政策 |
| JR四国   | 渦潮 （）       | 岡山站 - 德島站                 | 高德線       | 1988年4月10日                                    | 新增為新幹線接駁特急列車           | 2011年3月12日 | 公司政策 |
| JR四国   | 南風 （）       | 岡山站 - 中村站                 | 土讚線       | 1988年4月10日                                    | 指定為新幹線接駁特急列車           | 2011年3月12日 | 公司政策 |
| JR四国   | 四萬十 （しまんと）     | 高松站 - 中村站                 | 土讚線       | 1988年4月10日                                    | 新設時指定                         | 2011年3月12日 | 公司政策 |
| JR四国   | 足摺 （）       | 高知站 - 中村站                 | 土讚線       | 1990年11月12日                                   | 運行系統分割與列車暱稱變更         | 2011年3月12日 | 公司政策 |
| JR九州   | 鷗 （）         | 博多站 - 長崎站                 | 長崎本線     | 1976年7月1日                                     | 新設時指定                         | 2009年7月1日  | 公司政策 |
| JR九州   | 綠 （）         | 博多站 - 佐世保站               | 佐世保線     | 1976年7月1日                                     | 設定為新幹線接駁特急列車           | 2009年7月1日  | 公司政策 |
| JR九州   | 豪斯登堡號 （ハウステンボス） | 博多站 - 豪斯登堡站             | 佐世保線     | 1992年3月25日                                    | 新設時指定                         | 2009年7月1日  | 公司政策 |
| JR九州   | 日輪 （）       | 別府站 - 宮崎空港站             | 日豐本線     | 1968年10月1日（運行開始） 1975年3月10日（指定）  | 改為新幹線接駁特急列車             | 2009年7月1日  | 公司政策 |
| JR九州   | 日輪喜凱亞 （にちりんシーガイア） | 博多站 - 宮崎機場站             | 日豐本線     | 1993年3月18日                                    | 列車更名                           | 2009年7月1日  | 公司政策 |
| JR九州   | 音速 （）       | 博多站 - 大分站                 | 日豐本線     | 1997年3月22日                                    | 列車更名                           | 2009年7月1日  | 公司政策 |
| JR九州   | 霧島 （）       | 宮崎站 - 鹿兒島中央站           | 日豐本線     | 1995年4月20日                                    | 系統分割                           | 2009年7月1日  | 公司政策 |

## 已停駛的L特急列車
| 運行公司 | 列車名            | 主要運行區間          | 主要經由路線               | 運行開始、指定日期                               | 指定原因                           | 指定解除、最後運行日期                              | 解除原因                              |
| -------- | ----------------- | --------------------- | -------------------------- | ------------------------------------------------ | ---------------------------------- | --------------------------------------------------- | ------------------------------------- |
| 國鐵     | 石狩 （）         | 札幌站 - 旭川站       | 函館本線                   | 1975年7月18日                                    | 新設時指定                         | 1980年10月1日                                       | 運行區間變更                          |
| 國鐵     | 初雁 （）         | 上野站 - 青森站       | 東北本線                   | 1958年10月1日（運行開始） 1978年10月2日（指定）  | 自由席設定                         | 1982年11月15日                                      | 東北新幹線開業 運行區間變更           |
| 國鐵     | 雲雀 （）         | 上野站 - 仙台站       | 東北本線                   | 1962年4月27日（運行開始） 1972年10月2日（指定）  | 第1次指定                          | 1982年11月15日                                      | 東北新幹線開業 被新幹線列車取代       |
| 國鐵     | 山彥 （）         | 上野站 - 盛岡站       | 東北本線                   | 1965年10月1日（運行開始） 1978年10月2日（指定）  | 自由席設定                         | 1982年6月23日                                       | 東北新幹線開業 被新幹線列車取代       |
| 國鐵     | 翼 （）           | 上野站 - 秋田站       | 奥羽本線                   | 1961年10月1日（運行開始） 1978年10月2日（指定）  | 加開班次時設定                     | 1982年11月15日                                      | 東北新幹線開業 運轉系統變更           |
| 國鐵     | 山鳩 （）         | 上野站 - 山形站       | 奥羽本線                   | 1964年10月1日（運行開始） 1978年10月2日（指定）  | 增開                               | 1985年3月14日                                       | 東北新幹線延伸至上野站 運行系統變更   |
| 國鐵     | 朱鷺 （）         | 上野站 - 新潟站       | 上越線                     | 1962年10月1日（運行開始） 1972年10月2日（指定）  | 第1次指定                          | 1982年11月15日                                      | 上越新幹線開業 被新幹線列車取代       |
| 國鐵     | 谷川 （）         | 上野站 - 水上站       | 上越線                     | 1982年11月15日                                   | 列車新設時所設定                   | 1985年3月14日                                       | 指定為新特急時變更列車名稱            |
| 國鐵     | 白根 （）         | 上野站 - 萬座鹿澤口站 | 上越線、吾妻線             | 1982年11月15日                                   | 從加班車改為定期列車               | 1985年3月14日                                       | 指定為新特急時變更列車名稱            |
| 國鐵     | 燕 （）           | 岡山站 - 熊本站       | 山陽本線 鹿兒島本線        | 1972年3月15日（運行開始） 1972年10月2日（指定）  | 第1次指定                          | 1975年3月10日                                       | 山陽新幹線延伸 被新幹線列車取代       |
| 國鐵     | 鳩 （）           | 岡山站 - 下關站       | 山陽本線                   | 1972年3月15日（運行開始） 1972年10月2日（指定）  | 第1次指定                          | 1975年3月10日                                       | 山陽新幹線延伸 被新幹線列車取代       |
| 國鐵     | 潮路 （）         | 新大阪站 - 下關站     | 山陽本線                   | 1972年3月15日（運行開始） 1972年10月2日（指定）  | 第1期指定                          | 1975年3月10日                                       | 山陽新幹線延伸 被新幹線列車取代       |
| JR北海道 | 丁香 （）         | 室蘭站 - 旭川站       | 室蘭本線、千歳線、函館本線 | 1980年10月1日                                    | 運行區間與列車名稱變更             | 1992年7月1日                                        | 運行系統變更                          |
| JR北海道 | 丁香 （）         | 札幌站 - 旭川站       | 函館本線                   | 1992年7月1日                                     | 運行區間與列車名稱變更             | 2007年10月1日                                       | 使用車輛性能統一 列車名統一           |
| JR北海道 | 白箭 （）         | 苫小牧站 - 旭川站     | 函館本線                   | 1986年3月3日（運行開始） 1986年11月1日（指定）   | 增開                               | 1990年9月1日                                        | 使用車輛變更                          |
| JR北海道 | 超級白箭 （スーパーホワイトアロー）     | 札幌站 - 旭川站       | 函館本線                   | 1990年9月1日                                     | 使用車輛變更 列車名變更            | 2007年10月1日                                       | 使用車輛性能統一 列車名統一           |
| JR北海道 | 超級神威 （スーパーカムイ）     | 札幌站 - 旭川站       | 函館本線                   | 2007年10月1日                                    | 使用車輛變更 列車名統一            | 2017年3月4日                                        | 使用車輛運用變更 公司政策             |
| JR東日本 | 初雁 （）         | 盛岡站 - 青森站       | 東北本線                   | 1982年11月15日                                   | 改為新幹線接駁特急列車             | 2000年3月11日（指定解除） 2002年12月1日（運行終止） | 使用車輛運用變更                      |
| JR東日本 | 新特急那須野 （新特急なすの） | 上野站 - 黑磯站       | 東北本線                   | 1985年3月14日                                    | 昇格為新特急時所指定               | 1990年3月10日（指定解除） 1995年12月1日（運行終止） | 列車班次減少 變成新幹線列車的名稱     |
| JR東日本 | 翼 （）           | 福島站 - 秋田站       | 奥羽本線                   | 1982年11月15日                                   | 改為新幹線接駁特急列車             | 1992年7月1日                                        | 山形新幹線開業 變成新幹線列車的名稱   |
| JR東日本 | 駒草 （）         | 山形站 - 秋田站       | 奥羽本線                   | 1992年7月1日                                     | 新幹線接駁特急列車 重編運行系統    | 1999年3月12日                                       | 隨著山形新幹線延伸 變更運行系統而停駛 |
| JR東日本 | 田澤 （）         | 盛岡站 - 秋田站       | 田澤湖線                   | 1982年11月15日                                   | 設定為新幹線接駁特急列車           | 1996年3月30日                                       | 運行區間變更                          |
| JR東日本 | 田澤 （）         | 秋田站 - 青森站       | 奥羽本線                   | 1996年3月30日                                    | 運行區間變更                       | 1997年3月22日                                       | 列車名變更 指定解除                   |
| JR東日本 | 秋田接力 （秋田リレー）     | 北上站 - 秋田站       | 北上線                     | 1996年3月30日                                    | 秋田新幹線工程而新設列車           | 1997年3月22日                                       | 秋田新幹線開業 被新幹線列車取代       |
| JR東日本 | 新特急谷川 （新特急谷川）   | 上野站 - 水上站       | 上越線                     | 1985年3月14日                                    | 指定為新特急時，繼承原本的列車車種 | 1997年10月1日                                       | 與新幹線列車名重複                    |
| JR東日本 | 新特急水上 （新特急水上）   | 上野站 - 水上站       | 上越線                     | 1997年10月1日                                    | 指定為新特急時，繼承以往的指定車種 | 2002年12月1日                                       | 公司政策                              |
| JR東日本 | 淺間 （）         | 上野站 - 長野站       | 信越本線                   | 1966年10月1日（運行開始） 1972年10月2日（指定）  | 第1次指定                          | 1997年10月1日                                       | 長野新幹線開業 被新幹線列車取代       |
| JR東日本 | 白山 （）         | 上野站 - 金澤站       | 信越本線                   | 1972年3月15日（運行開始） 1978年10月2日（指定）  | 增開                               | 1997年10月1日                                       | 長野新幹線開業，被新幹線列車取代      |
| JR東日本 | 常陸 （）         | 上野站 - 仙台站       | 常磐線                     | 1969年10月1日（運行開始） 1972年10月2日（指定）  | 第1次指定                          | 1998年12月8日                                       | 使用車輛運用終止                      |
| JR東日本 | 超級常陸 （スーパーひたち）     | 上野站 - 仙台站       | 常磐線                     | 1989年3月11日                                    | 新型車輛運用開始                   | 2002年12月1日（指定解除） 2015年3月14日（運行終止） | 公司政策                              |
| JR東日本 | 超級梓 （スーパーあずさ）       | 新宿站 - 松本站       | 中央本線                   | 1994年12月3日                                    | 使用車輛及暱稱變更                 | 2002年12月1日（指定解除） 2019年3月16日（運行終止） | 公司政策                              |
| JR東日本 | 菖蒲 （）         | 東京站 - 鹿島神宮站   | 成田線、鹿島線             | 1975年3月10日                                    | 新設時指定                         | 1994年12月3日（指定解除） 2015年3月14日（運行終止） | 列車班次減少 運行時間帶變更           |
| JR西日本 | 雷鳥 （）         | 大阪站 - 金澤站       | 湖西線、北陸本線           | 1964年12月25日（運行開始） 1975年3月10日（指定） | 自由席設定開始而加開班次           | 2010年3月13日（指定解除） 2011年3月12日（運行終止） | 公司政策                              |
| JR西日本 | 加越 （）         | 米原站 - 金澤站       | 北陸本線                   | 1975年3月10日                                    | 新設時指定                         | 2003年10月1日                                       | 使用車輛變更 列車名統一               |
| JR西日本 | 北近畿 （北近畿）       | 新大阪站 - 城崎溫泉站 | 福知山線                   | 1986年11月1日                                    | 新設時設定                         | 2010年3月13日（指定解除） 2011年3月12日（運行終止） | 公司政策                              |
| JR四国   | 潮風 （）         | 高松站 - 宇和島站     | 予讚線                     | 1972年3月15日（運行開始） 1986年11月1日（指定）  | 加開班次                           | 1988年4月10日                                       | 運行系統與列車名變更                  |
| JR九州   | 有明 （）         | 博多站 - 熊本站       | 鹿兒島本線                 | 1967年10月1日（運行開始） 1975年3月10日（指定）  | 改為新幹線接駁特急列車             | 2009年7月1日（指定解除） 2021年3月12日（運行終止）  | 公司政策                              |
| JR九州   | Hyper有明 （Hyper有明）    | 博多站 - 西鹿兒島站   | 鹿兒島本線                 | 1992年3月10日                                    | 使用車輛變更                       | 1992年7月15日                                       | 運行系統變更                          |
| JR九州   | 燕 （）           | 博多站 - 西鹿兒島站   | 鹿兒島本線                 | 1992年7月15日                                    | 運行系統變更 列車名變更            | 2004年3月13日                                       | 九州新幹線列車名變更                  |
| JR九州   | 接力燕 （リレーつばめ）       | 博多站 - 新八代站     | 鹿兒島本線                 | 2004年3月13日                                    | 運行系統分割 列車名變更            | 2009年7月1日（指定解除） 2011年3月12日（運行終止）  | 公司政策                              |
| JR九州   | Hyper日輪 （ハイパーにちりん）    | 博多站 - 大分站       | 日豐本線                   | 1992年3月10日                                    | 使用車輛變更                       | 1995年4月20日                                       | 使用車輛及運轉系統變更                |
| JR九州   | 音速日輪 （ソニックにちりん）     | 博多站 - 大分站       | 日豐本線                   | 1995年4月20日                                    | 使用車輛變更                       | 1997年3月22日                                       | 列車名變更而解除指定                  |